# Epigynopteryx subrufa
Epigynopteryx subrufa là một loài bướm đêm trong họ Geometridae.